# Challenger of Dallas 2006
Il Challenger of Dallas 2006 è stato un torneo di tennis facente parte della categoria ATP Challenger Series nell'ambito dell'ATP Challenger Series 2006. Il torneo si è giocato a Dallas negli Stati Uniti dal 6 al 12 febbraio 2006 su campi in cemento indoor.

## Vincitori

### Singolare
Kevin Kim ha battuto in finale  Robert Kendrick con il punteggio di 1–6, 6–4, 6–1

### Doppio
Rajeev Ram /  Bobby Reynolds hanno battuto in finale  Mirko Pehar /  Dušan Vemić con il punteggio di 6–3, 6–4